# Zenobija
Zenobija (240. – 274.) bila je sirijska kraljica Palmirskog Carstva poznata po ustanku protiv Rimskog Carstva.
Bila je druga supruga Odenata, osnivača države, a kraljicom je postala nakon Odenatove smrti 267. Do 269. Zenobija je proširila svoj teritorij, osvojila Egipat i protjerala rimskog prefekta Tenagina Proba. Vladala je do 274., kada ju je porazio i zarobio rimski car Aurelijan, te potom odveo kao taokinju u Rim.
Za Zenobiju se govorilo da je nosila zlatne lance na Aurelijanovom trijumfu u Rimu. O njenoj smrti postoji nekoliko verzija - pripisuju se bolesti, samoizgladnjivanju i pogubljenju, ali postoji i verzija prema kojoj je Aurelijan bio njome toliko impresioniran da ju je pustio na slobodu, davši joj vilu u Tiburu (suvremeni Tivoli), gdje je postala važno ime rimske društvene scene.